# Nicolae Carnat
Nicolae Carnat (Alba Iulia, 8 aprile 1998) è un calciatore rumeno, centrocampista del Concordia Chiajna.

## Caratteristiche tecniche
È un esterno destro.

## Carriera
Cresciuto nel settore giovanile dell'Unirea Alba Iulia, dal 2014 al 2018 ha militato nella formazione Under-23 del Wolverhampton. Ha esordito fra i professionisti il 13 agosto 2017 disputando con l'Esbjerg l'incontro di 1. Division perso 2-1 contro il Vejle.

## Palmarès

### Club

#### Competizioni nazionali
- Campionato rumeno: 1

CFR Cluj: 2020-2021